# Добровольское (Северо-Казахстанская область)
Добровольское (каз. Добровольское) — село в Аккайынском районе Северо-Казахстанской области Казахстана. Входит в состав Черкасского сельского округа. Находится примерно в 14 км к юго-востоку от села Смирново, административного центра района, на высоте 135 метров над уровнем моря. Код КАТО — 595859200.
Около села находятся озера: Байса, Жолдыозек, Талдыарал и другие.

## Население
В 1999 году численность населения села составляла 514 человек (242 мужчины и 272 женщины). По данным переписи 2009 года, в селе проживало 380 человек (193 мужчины и 187 женщин).